# Lucius Aurelius Orestes (Konsul 126 v. Chr.)
Lucius Aurelius Orestes war ein im 2. Jahrhundert v. Chr. lebender Politiker der Römischen Republik. 126 v. Chr. amtierte er als Konsul.

## Leben
Lucius Aurelius Orestes entstammte dem Nebenzweig der Cottae des plebejischen Geschlechts der Aurelier. Laut den Triumphalakten zum Jahr 122 v. Chr. führten sein Vater und Großvater ebenfalls das Pränomen Lucius; demnach war er der Sohn des gleichnamigen Konsuls von 157 v. Chr.
Über die frühen Stationen von Orestes’ cursus honorum ist nichts bekannt. Spätestens 129 v. Chr. muss er aber die Prätur bekleidet haben. Das Konsulat erreichte er 126 v. Chr. zusammen mit Marcus Aemilius Lepidus. Er wurde nach Sardinien entsandt, um die wieder einmal gegen die römische Oberherrschaft aufbegehrenden Insulaner zu unterwerfen.  Gaius Sempronius Gracchus zeichnete sich dabei als Quästor des Orestes aus, und auch Marcus Aemilius Scaurus diente damals unter Orestes auf Sardinien. Nachdem Orestes 125 v. Chr. als Prokonsul auf der Insel verblieben war, entschied der Senat – angeblich um Gracchus länger von Rom fernzuhalten –, dass zwar die auf Sardinien kämpfenden Soldaten ausgetauscht werden sollten, der Prokonsul dort aber auch weiterhin das Kommando zu führen hatte. So konnte Orestes erst 122 v. Chr. nach seiner Rückkehr nach Rom einen Triumph feiern.
Cicero erwähnt Orestes in seiner Schrift Brutus als Redner. Über das Schicksal des Orestes nach seinem Triumph liegt keine Überlieferung vor.